# Zamana nigromaculata
Zamana nigromaculata är en fjärilsart som beskrevs av Matsumura 1920. Zamana nigromaculata ingår i släktet Zamana och familjen tandspinnare. Inga underarter finns listade i Catalogue of Life.